# カイリー・ジェンナー
カイリー・クリステン・ジェンナー（Kylie Kristen Jenner、1997年8月10日 - ）は、アメリカ合衆国の実業家。リアリティ番組『Keeping Up with the Kardashians』への出演で知られている。

## 略歴
元陸上選手でオリンピック金メダリストのブルース・ジェンナーとクリス・ジェンナーの間に生まれた末っ子。姉はケンダル・ジェンナー。
母親クリスの元夫は弁護士のロバート・カーダシアンで、2人の間には3人の娘コートニー・カーダシアン、キム・カーダシアン、クロエ・カーダシアンと、1人の息子ロブ・カーダシアンがいる。
この親族が総出演するリアリティ番組『Keeping Up with the Kardashians』に、カイリーは10歳から出演する。

### 事業
18歳だった2015年に立ち上げたコスメブランド「Kylie Cosmetics」が成功し、アメリカの経済誌『フォーブス』が2018年に発表した「米国で最も稼いだ女性起業家」の60人のリストに史上最年少で27位にランクインした。同誌が2019年に発表した世界長者番付では、番付史上最年少の21歳で資産10億ドル以上のビリオネアになったと紹介された。
コスメの他にも、2019年にスキンケアラインの「Kylie Skin」、2021年に水着ブランドの「Kylie Swim」、2021年に乳幼児用スキンケアラインの「Kylie Baby」、2023年にファッションブランドの「Khy」を立ち上げた。

## 人物
姉のケンダルとともに私立シエラキャニオン高校に通い、チアリーダーとして活動した。

### 整形
2015年に唇の美容整形（リップフィラー）を認めた。2023年に豊胸手術を認めた際には、19歳の時に手術を受けたことを後悔していると語り、豊胸手術は子供を出産するまで待つことを勧めた。

### 出産
ラッパーのトラヴィス・スコットとの間に2児をもうけており、20歳だった2018年2月1日に第1子女児のストーミ・ウェブスター、24歳だった2022年2月2日に第2子男児のエア・ウェブスターを出産した。
息子は産まれた当初ウルフと名付けられたが、2023年にエアーと改名。しかし「エア」(Aire)がアラビア語で陰茎を意味する言葉のため話題を集めた。2024年には「エアー」と本格的に名付けるまでに1年もの期間を要したことを明かし、それまでに息子はもともと長い間ナイトと呼ばれていたことを明らかにした。

## 出演
2007年
- リアリティ番組『キーピング・アップ・ウィズ・ザ・カーダシアンズ』（ - 現在）

2008年
- E! True Hollywood Story

2009年
- 『Kourtney and Khloé Take Miami』 キーピング・アップ・ウィズ・ザ・カーダシアンズのスピンオフ番組

2010年
- 『ピープル（3月号）』の特集記事「ビューティフル・ピープル」で姉ケンダル・ジェンナーと一緒に掲載。

2011年
- 『コートニー・アンド・キム・テイク・ニューヨーク』 キーピング・アップ・ウィズ・ザ・カーダシアンズのスピンオフ番組
- 姉ケンダル・ジェンナーの16歳の誕生日を題材にした『Kendall's Sweet 16』

2012年
- 『America's Next Top Model, Cycle 18』

2017年
『LIFE of KYLIE』自身のリアリティ番組